# Bernardo de Irigoyen
Pour les articles homonymes, voir Bernardo de Irigoyen (homonymie).
Bernardo de Irigoyen (né à Buenos Aires, Argentine en 1822, mort à  Buenos Aires en 1906) est un avocat, diplomate et homme politique argentin.

## Carrière politique
Bernardo de Irigoyen est par deux fois ministre des Affaires étrangères, en 1874 et 1882, et une fois ministre de l'Intérieur, en 1877. En 1898, il est élu gouverneur de la province de Buenos Aires. Il se porte deux fois candidat à la présidence, en 1885 et en 1891, et est deux fois sénateur national en 1895.